# Fiesta de las Cruces

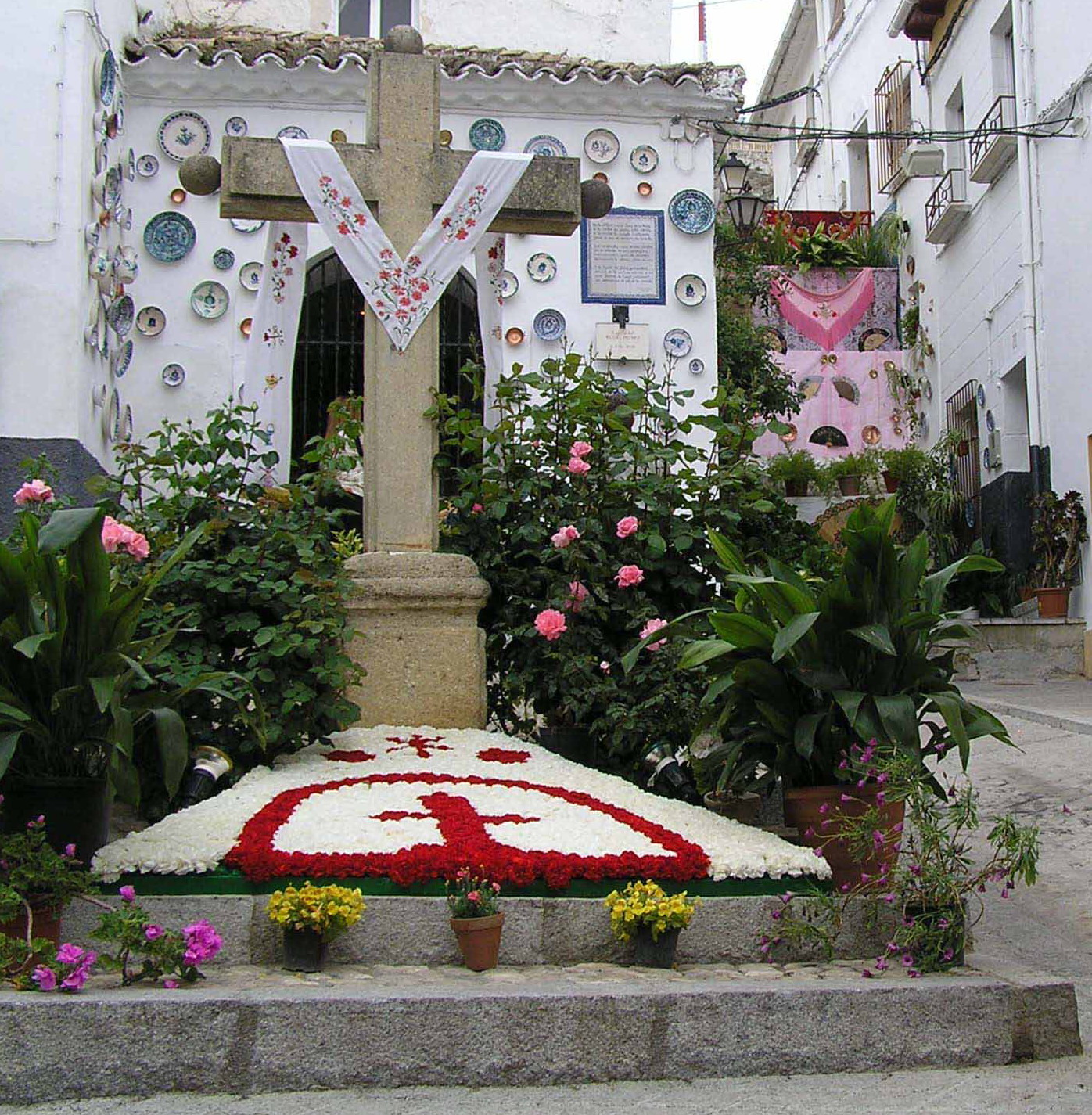
Croce decorata ad Alcalá la Real

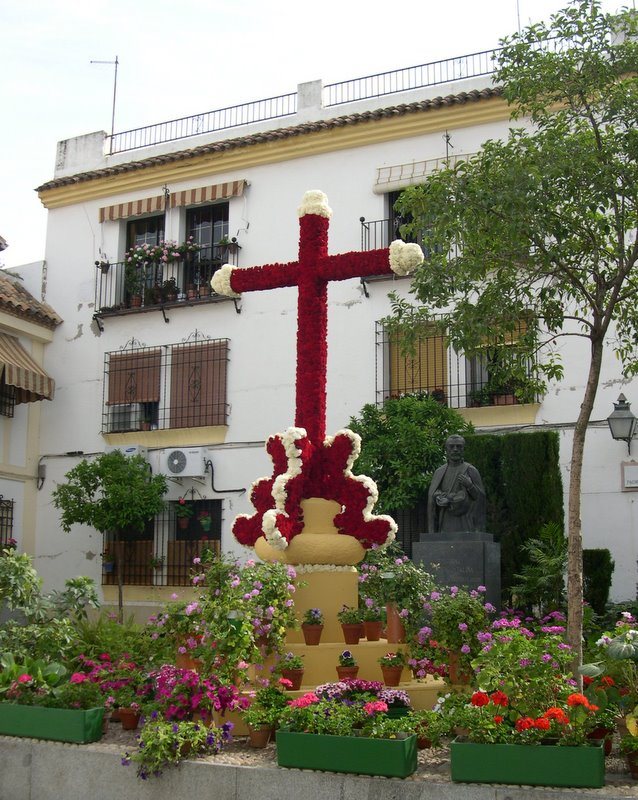
Croce di Maggio a Malaga

La Fiesta de las Cruces ("Festa delle Croci") o Cruz de Mayo ("Croce di Maggio") o Invención de la Santa Crùz è una festa cattolica che si celebra in molte città della Spagna e dell'America Latina il 3 di maggio, nel giorno in cui la chiesa cattolica ha collocato la scoperta della croce di Cristo.
Invención (dal latino invenio, 'scoprire') è il nome liturgico ufficiale, mentre Cruz de Mayo o fiesta de las Cruces è la denominazione popolare. Dopo la riforma liturgica ad opera di papa Giovanni XXIII, nel 1960 con il motu proprio Rubricarum instructum, perse importanza nel calendario romano.

## Nazioni

### Spagna
- Aguilar de la Frontera
- Águilas
- Alboraya
- Alcalá la Real
- Alhama de Murcia
- Alhaurín el Grande
- Alicante
- Almería
- Almonaster la Real
- Almuñécar
- Armilla
- Andosilla
- Aranda de Duero
- Baza
- Berrocal
- Bonares
- Breña Alta
- Breña Baja
- Burriana
- Cabeza la Vaca
- Cadice
- Cadrete
- Caminreal
- Cieza
- Provincia di Ciudad Real. Si celebra in tutta la provincia, in particolare a Campo de Calatrava, Piedrabuena e Villanueva de los Infantes nella comarca Campo de Montiel
- Coín
- Cordova[3]
- Corte de Peleas
- Dosbarrios
- Écija[4]
- El Madroño
- El Viso del Alcor
- Estepona
- Badajoz
- Granada
- Granja de Rocamora
- Hellín
- Huelva
- Jaén
- L'Alfàs del Pi
- La Palma del Condado
- Lebrija
- Linares
- Lucena del Puerto
- Malaga
- Martos
- Mengíbar
- Molinillo
- Montalbán de Córdoba
- Montilla
- Motril
- Mutxamel
- Otura
- Piedrabuena
- Puente Genil
- Paterna
- El Puerto de Santa María
- Torrelaguna
- Rociana del Condado
- Sagunto
- Santa Cruz de La Palma
- Santa Cruz de Tenerife
- Los Realejos
- Siviglia
- Úbeda
- Valencia
- Valencia de Alcántara
- Villa de Mazo
- Villabrágima
- Villalgordo del Marquesado
- Xàbia

### Perù
- Junín
- Cerro de Pasco
- Huancayo
- Provincia di Chupaca
- Ayacucho
- Puno
- Huancavelica
- Regione di Ica
- Diocesi di Tacna e Moquegua